# Rammert (Landschaftsschutzgebiet)
Das Gebiet Rammert ist ein vom Landratsamt Tübingen am 25. August 1967 durch Verordnung ausgewiesenes Landschaftsschutzgebiet auf dem Gebiet der Städte Tübingen und Rottenburg am Neckar und den Gemeinden Ofterdingen und Dußlingen.

## Lage
Das Landschaftsschutzgebiet Rammert beginnt im Norden südlich des Tübinger Stadtteils Derendingen und reicht bis zum Rottenburger Stadtteil Dettingen und Ofterdingen im Süden. Es umfasst den nördlichen Teil des Höhenzugs Rammert zwischen dem Katzenbach-, dem Neckar- und dem Steinlachtal.

## Landschaftscharakter
Der Rammert ist fast vollständig bewaldet, lediglich in den Randbereichen zu den umgebenden Tälern befinden sich landwirtschaftlich genutzte Flächen, die als Acker, Grünland oder Streuobstwiesen bewirtschaftet werden. Das Gebiet wird von mehreren, teils tief eingeschnittenen Bachtälern entwässert.

## Geschichte
Der Rammert wurde bereits am 28. Juli 1964 einstweilig sichergestellt. Das Landschaftsschutzgebiet wurde durch die Ausweisung mehrerer Naturschutzgebiete seit seiner Ausweisung um ca. 211 ha verkleinert.

## Zusammenhängende Schutzgebiete
Das Landschaftsschutzgebiet wird im Süden durch das Naturschutzgebiet Katzenbach-Dünnbachtal vom Landschaftsschutzgebiet Rauher Rammert getrennt, welches den Südteil des Rammerts umfasst. Im Südwesten ist das Naturschutzgebiet Rappenberg eingebettet, im Nordwesten liegt das Naturschutzgebiet Bühler Tal und Unterer Bürg.
Der südliche Teil des Landschaftsschutzgebiets überschneidet sich größtenteils mit dem FFH-Gebiet Rammert und dem Vogelschutzgebiet Mittlerer Rammert.